# Oedalea baiyunshanensis
Oedalea baiyunshanensis är en tvåvingeart som beskrevs av Saigusa och Yang 2003. Oedalea baiyunshanensis ingår i släktet Oedalea och familjen puckeldansflugor. Inga underarter finns listade i Catalogue of Life.